# Вілегодськ
Вілегодськ (рос. Вилегодск) — село в Вілегодському районі Архангельської області Російської Федерації.
Населення становить 274 особи. Входить до складу муніципального утворення Вілегодський муніципальний округ.

## Історія
До 2020 року входихо до складу муніципального утворення Вілегодське муніципальне утворення.

## Населення
| 2002 | 2010 | 2012 |
| ---- | ---- | ---- |
| 276  | ↘256 | ↗274 |